# Azienda
L'azienda in diritto è l'insieme di tutti i diritti e rapporti legali posseduti da un imprenditore nell'esercizio dell'attività commerciale, costituendo una universalità patrimoniale. Mentre, in economia, l'azienda rappresenta lo strumento di cui l'uomo si avvale per svolgere, in modo economico, attività di produzione e consumo di beni adatti a soddisfare i suoi bisogni. La parola italiana è derivata dal termine spagnolo antico hazienda (poi divenuto hacienda), dal latino facienda; letteralmente, ha il significato di "cose da farsi", "faccende".

## Terminologia
In economia aziendale, l'azienda (ramo d'azienda se si tratta di una parte della medesima, solitamente preposta ad attività specifiche), è un'organizzazione di beni e capitale umano finalizzata alla soddisfazione di bisogni attraverso la produzione, la distribuzione o il consumo di beni economici e servizi verso clienti, strutturata secondo una certa organizzazione aziendale e amministrata secondo una certa amministrazione aziendale (governance) da parte del management aziendale.
Quello che distingue l'azienda universalità e l'azienda in senso più ampio è costituito essenzialmente dai beni intangibili e non disponibili facenti parte dell'azienda, costituiti principalmente dalle compenze dei dipendenti e dalla rete di soggetti con cui l'azienda può interagire: fornitori, clienti, stakeholders, rapporti con la cosa pubblica, la comunità scientifica e altri contatti. Questi beni intangibili sono una parte fondamentale dell'avviamento e spesso costituiscono uno dei valori principali dell'azienda. 
Comunemente il termine è erroneamente sinonimo di impresa; in realtà, l'impresa è la finalita dell'imprenditore che è invece il soggetto che conduce l'attività economica, mentre il complesso delle funzioni aziendali che l'azienda esercita per il raggiungimento degli obiettivi prefissati (core business) è detta attività aziendale e viene realizzata attraverso processi aziendali, nell'ambito della sua gestione operativa, che seguono un'accurata pianificazione aziendale. In pratica, l'azienda è il mezzo, l'impresa è lo scopo.
Un'azienda può appartenere a uno qualunque dei settori del sistema economico: settore primario (es. azienda agricola/allevamento), settore secondario (es. industria), settore terziario (ad es. società di servizi). Da notare che un'impresa individuale, ad esempio, non ha un'azienda.

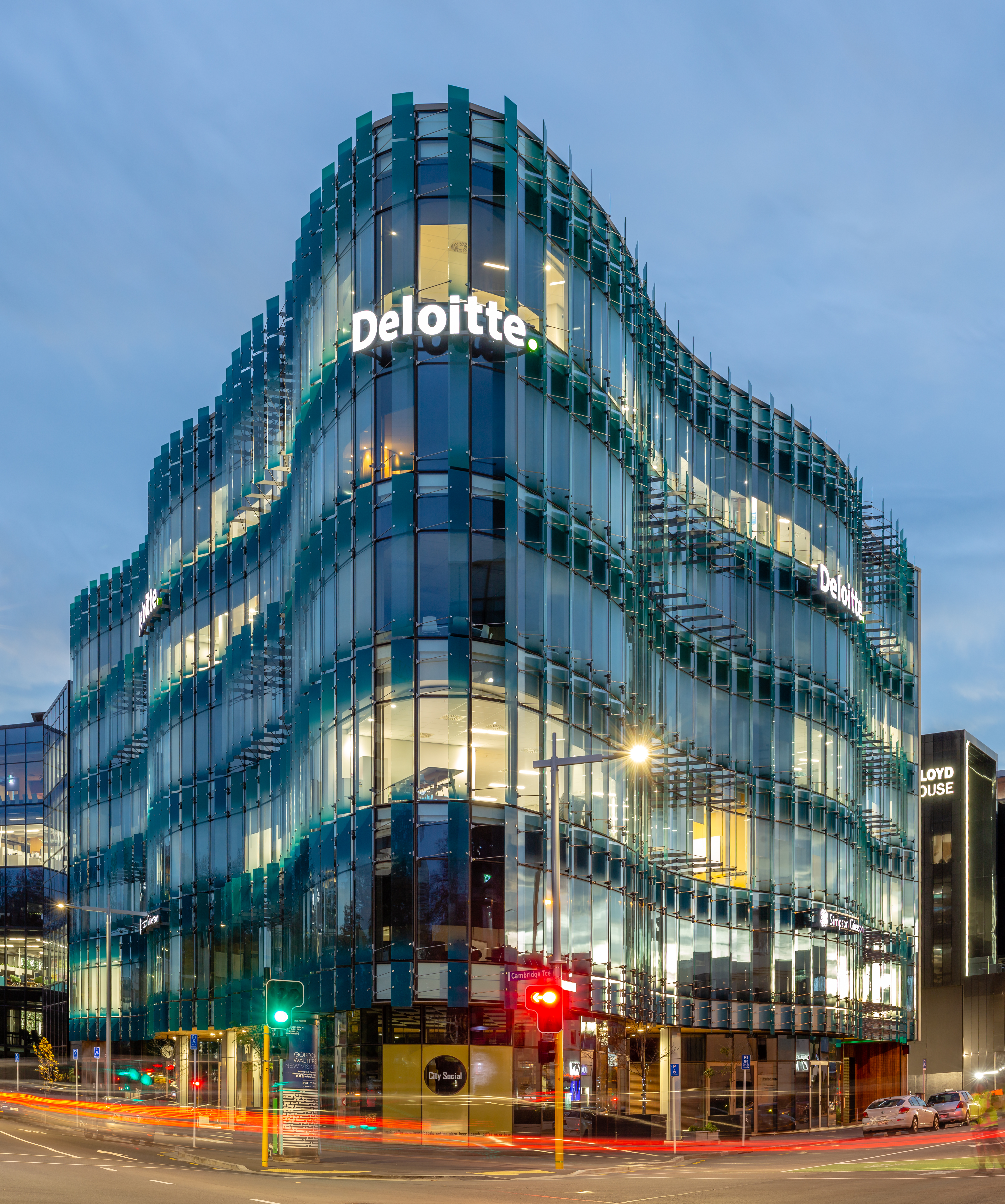
Edificio dell'azienda Deloitte, in Nuova Zelanda

## Classificazione
Le aziende possono essere classificate secondo vari criteri, tra cui
- in relazione al fine;
- in relazione alla natura;
- in relazione al soggetto economico (ad esempio imprenditore, pubblica amministrazione, ecc.);
- in relazione al soggetto giuridico (società, holding, ecc.);
- in relazione alla dimensione.

Si noti che, a volte, l'aggettivo "aziendale" è riferito, impropriamente, anche ad organizzazioni che, giuridicamente, non sono aziende (ad esempio gli enti pubblici).

### Classificazione in relazione al fine
Esistono 3 tre categorie:
- di erogazione: fanno parte di questa categoria tutte le aziende come la famiglia, le associazioni private e parte della pubblica amministrazione, che erogano e consumano beni e servizi senza fini di lucro. Soddisfano in maniera diretta i bisogni umani;
- di produzione: comprende tutte le aziende che acquisiscono e producono beni e servizi per fini di lucro (per definizione, si tratta delle imprese). Soddisfano in maniera indiretta i bisogni umani. Per una più chiara definizione, si possono distinguere imprese di:
  - produzione diretta: comprende tutte quelle imprese la cui produzione si esprime attraverso processi di trasformazione fisico-tecnica della materia;
  - produzione indiretta: appartengono imprese la cui produzione non comporta alcuna trasformazione visibile della materia;
  - di servizi: non producono beni, ma rendono disponibili condizioni che agevolano lo svolgimento di altre attività;
- aziende composte:  che contemplano sia processi di erogazione sia processi di produzione. Per parte della dottrina tale classificazione è ridondante sulla base che tutte le aziende hanno una natura mista per cui operano con fini espliciti o impliciti di lucro e comunque in prevalenza o meno effettuano attività erogative. Tra le aziende composte:
  - aziende composte pubbliche: aziende crete per legge o da enti pubblici;
  - aziende figurativamente di erogazione: sono le organizzazioni legalmente senza fini di lucro ma che hanno fondamentalmente perso gli scopi erogativi o non ne hanno mai avuti, se non formalmente, e che perseguiscono prevalentemente scopi di espansione o economici finalizzati all'arricchimento o al rafforzamento degli stakeholders similmente alle aziende di produzione: per esempio le grosse cooperative che agiscono nella grande distribuzione organizzata o le grosse fondazioni costituite ad hoc per ottenere risparmio fiscale e benefici di immagine da parte di soggetti lucrativi o per finanziare il potere politico anche al fine di soddisfare interessi economici indiretti.

### Classificazione in relazione alla natura
1. familiare: persegue il suo scopo tramite valori non economici (come l'assistenza reciproca, i sentimenti, ecc.) ed economici (consumi, investimenti e risparmio). Tipicamente è un'azienda di consumo in cui il risparmio è formato dalla differenza tra redditi di lavoro e capitale da una parte, e consumi e investimenti dall'altra; se le uscite superano gli introiti si accede al finanziamento di terzo. Non va confusa con l'impresa familiare, cioè l'istituzione economica che impiega membri della stessa famiglia e che è volta a produrre reddito.
2. pubblica: si occupa in primo luogo di soddisfare i bisogni pubblici, inoltre crea, accresce e distribuisce valore non solo in relazione alla collettività; ma coinvolgendo anche altri soggetti (stakeholder) quali fornitori, dirigenti, dipendenti pubblici, clienti, concorrenti.
3. di produzione: ha come fine diretto (principale) la produzione e distribuzione di ricchezza e come fine indiretto (secondario) il soddisfacimento dei bisogni umani. Si chiamano imprese perché operano in un'economia di mercato e sono soggette al rischio del capitale investito. A seconda del settore in cui operano, possono essere ulteriormente classificate in: aziende del settore primario (agricole, minerarie), del settore secondario (industriali, edili), del settore terziario (commerciali, mercantili, bancarie, assicurative, di servizi), del settore terziario avanzato (informatiche, di consulenza).
4. commerciale: sotto categoria di quella di produzione, è un'azienda che acquista e rivende articoli finiti, tipicamente connettendo segmenti di distribuzioni/impiego diversi. Quindi non produce in senso stretto.
5. non profit o non lucrativa organizzata in un soggetto ad hoc: si tratta di aziende che non hanno fini di lucro soggettivo, nel senso che, pur potendo realizzare dei risultati economici e finanziari positivi, questi non vengono distribuiti al soggetto economico. È tuttavia lecito che svolgano una qualche attività commerciale inerente all'oggetto sociale purché essa sia solo marginale o rientri all'interno di finalità di utilità sociale.
6. mutualistiche: comprendono cooperative, società di mutua assicurazione. La cooperative hanno uno scopo principalmente mutualistico che consiste nel fornire beni o servizi o lavoro direttamente ai soci, in modo più vantaggioso rispetto alle condizioni del mercato. Lo scopo mutualistico assicura la limitata distribuzione degli utili tra i soci e la devoluzione a scopi di utilità pubblica del patrimonio sociale, in caso dello scioglimento della società. Oltre ai soci ordinari è possibile che ci siano dei soci sovventoroi che investono nella cooperativa al fine di ottenere un interesse sul capitale investito. Le attività che possono essere svolte in forma cooperativistica comprendono: consumo, produzione, lavoro agricolo, edilizia, trasporti, pesca, economia sociale. Le società di mutua assicurazione sono cooperative che si occupano di attività assicurativa (ramo vita e ramo danni), sono a responsabilità limitata e il capitale sociale è costituito dai contributi versati dai soci, che servono anche come premi assicurativi.
7. Aziende tra più soggetti: sono aziende composte da più soggetti, esempio i consorzi, le imprese organizzate in filiera, i gruppi di imprese, i grossi contratti di cooperazione tra associazioni e in senso molto ampio i distretti.

Quale che sia la forma e la finalità specifica di ogni categoria, qualora assuma contenuto imprenditoriale si ritiene che comunque non possa prescindere dall'affrontare positivamente il tema della responsabilità sociale d'impresa.

### Classificazione in relazione al soggetto economico
Il soggetto economico è la persona o il gruppo di persone che di fatto ha o esercita il potere decisionale nell'azienda. La definizione di soggetto economico è stata estesa a tutti gli stakeholders.
I principali stakeholders, presenti in maniera differente nelle diverse tipologie di azienda sono:
- azionisti o soci di maggioranza;
- manager o dirigenti;
- lavoratori dipendenti e autonomi;
- fornitori;
- finanziatori e istituti di credito;
- amministrazione finanziaria o Erario;
- clienti;
- concorrenti.

### Classificazione in relazione al soggetto giuridico
Si distinguono due tipi di soggetti giuridici:
- l'imprenditore con la sua impresa individuale, in cui soggetto economico e soggetto giuridico coincidono;
- le società in cui due o più persone svolgono un'attività economica (e i due soggetti sono distinti). Alla base della società c'è sempre un contratto che sancisce:

1. l'accordo tra due o più persone (fisiche o giuridiche) dette soci;
2. il conferimento di beni nella società da parte dei soci.

A queste classi corrispondono diverse definizioni:
1. si ha l'impresa individuale quando il soggetto giuridico è una persona fisica che risponde coi propri beni delle eventuali mancanze aziendali. Tale impresa non gode quindi di autonomia patrimoniale: se viene dichiarata fallita, anche il suo imprenditore è fallito. Per quanto riguarda l'imposizione fiscale, il reddito dell'impresa è soggetto a Irap (Imposta Regionale sulle Attività Produttive, solo se ha collaboratori e/o più beni svolti alla produzione di beni e servizi, se il lavoratore è singolo e ha sede legale a casa, non si paga l'IRAP) e IRPEF (Imposta sul Reddito delle Persone Fisiche). Esistono inoltre delle semplificazioni relative alla contabilità che l'Amministrazione Finanziaria concede: la contabilità semplificata (che consiste nei soli libri IVA). Sono concettualmente simili all'impresa individuale quella familiare (formata al 51% dal titolare e al 49% dai suoi familiari) e quella coniugale (formata solo da marito e moglie).
2. la società di persone è caratterizzata da un'autonomia patrimoniale imperfetta, in cui cioè il patrimonio della società non è perfettamente distinto da quello dei soci, per cui i creditori possono rivalersi (se il patrimonio societario è insufficiente) anche sui beni del socio (solitamente non vale l'inverso). Si può avere una società semplice nel caso in cui non sia necessario svolgere un'attività commerciale, ma si abbia la necessità di gestire un'attività (agricola o professionale, come ad esempio uno studio associato); una società in nome collettivo in cui tutti i soci sono responsabili in egual parte e con tutto il loro patrimonio delle obbligazioni della società o una società in accomandita semplice in cui i soci accomandatari rispondono come nella Società in nome collettivo e i soci accomandanti rispondono invece limitatamente al capitale conferito. In tutti e tre i casi non si ha l'obbligo di versare un capitale sociale minimo, ma è necessario avere un atto costitutivo e redigere un bilancio d'esercizio (che può non essere depositato al Registro delle Imprese).
3. le società di capitali sono dei soggetti giuridici totalmente autonomi che godono di autonomia patrimoniale perfetta (il loro patrimonio è distinto da quello dei soci). Le forme riconosciute dal diritto italiano sono: società a responsabilità limitata, società per azioni e società in accomandita per azioni. Nelle ultime, il socio accomandatario (amministratore) risponde illimitatamente col suo patrimonio delle obbligazioni sociali se il patrimonio della società non è sufficiente. Le società di capitali hanno l'obbligo di versare un capitale sociale minimo e di approvare il bilancio annuale che va depositato presso il Registro delle Imprese.
4. tra le altre forme possibili si trovano le associazioni temporanee d'impresa, i consorzi e il GEIE (Gruppo Europeo di Interesse Economico).
5. Le aziende pubbliche: costituite da una pubblica amministrazione dà vita ad aziende (a volte sono ex enti di diritto pubblico), quali società multiservizi, società controllate, società a capitale misto, ecc. Tuttavia vi è differenza giuridica tra ente pubblico (la scuola, la polizia, un ministero) Essa è un'impresa i cui soci sono soggetti di diritto pubblico (almeno in maggioranza).

### Classificazione in relazione alla dimensione
Questo tipo di suddivisione necessita di un discorso particolare. Infatti, mentre è pressoché immediato stabilire quali possono essere le classi, non è così semplice trovare un criterio uniforme di assegnazione.
Le tre classi sono:
- piccola (e micro);
- media;
- grande.

Tra i molteplici criteri si può citare:
- fatturato;
- numero di dipendenti;
- bilancio;
- valore aggiunto.

L'Unione europea ha stabilito una convenzione unificata basata sui primi tre, vedi PMI in Europa.

## L'avviamento aziendale
L'avviamento d'azienda è un'attività immateriale, descritta come il potenziale valore della medesima in relazione alla produzione di lucro per via delle caratteristiche della medesima. Non può essere creato, ma è determinato solo in base a compravendita della azienda interessata.
Esso dipendente dal fatto che il complesso dei cespiti dell'azienda ha un valore superiore a quello della somma dei singoli cespiti separati; non è né un bene né un diritto, ma una semplice qualità dell'azienda, non attribuibile ai singoli beni ma solo all'insieme degli stessi in quanto gestiti e organizzati unitariamente. Può essere positivo (goodwill) o negativo (badwill) e in bilancio può essere indicato nello stato patrimoniale rispettando le regole di bilancio in vigore.
Le normative generalmente garantiscono tutela all'avviamento attraverso il divieto di concorrenza, cioè impedendo al precedente titolare di intraprendere una nuova impresa che, per oggetto o altre circostanze, sia idonea a sviare i clienti dell'azienda ceduta nei cinque anni successivi il trasferimento della prima.

## Trasferimento

### Natura
Il trasferimento è disciplinato da specifiche disposizioni che in parte derogano il diritto comune per quanto riguarda la successione nei contratti, la cessione di crediti e debiti, in particolare per quel che riguarda il consenso del debitore, deroga all'art.1406 c.c. dato che il lavoratore non può opporsi. L'azienda può essere trasferita sia per atto "inter vivos" sia "mortis causa", ma può anche avvenire sia con accordo delle parti, sia in forma coattiva con provvedimento amministrativo o giudiziario. Si è recentemente considerata l'ipotesi che fusione e scissione possano operare un trasferimento d'azienda: se prima ciò non era considerato trasferimento d'azienda, con la consistente riforma societaria degli anni 2000 la fusione, specialmente eterogenea, non è stata più vista come scomparsa e ricostituzione dell'ente.
Il trasferimento d'azienda è disciplinato dall'art. 2112 c.c. che obbliga l'acquirente a mantenere i rapporti di lavoro e lo impegna solidalmente dei crediti maturati dai lavoratori.
L'azienda può essere trasferita dall'imprenditore ai propri discendenti tramite la stipulazione di un apposito atto inter vivos, il patto di famiglia (contratto), istituto disciplinato dagli artt. 768-bis segg. del codice civile.

### Oggetto del trasferimento
Si è discusso molto in dottrina su quale fosse l'oggetto del trasferimento. Due sono le interpretazioni principali:
- Attività e azienda inscindibili: concezione giuslavoristica più antica e derivata anche dalle posizioni del diritto commerciale, ritiene l'azienda, complesso di beni, perfettamente inscindibile con l'attività affinché possa esserci un'impresa, e pertanto non trasferibile isolatamente.
- Attività e azienda scisse: concezione più moderna e più accolta dalle dottrine giuslavoriste, ritiene possa essere ceduta anche l'"azienda inerte", partendo dalle considerazioni che l'azienda possa anche essere costituita anche solo dalle competenze professionali dei lavoratori e che comunque l'attività è legata alla persona dell'imprenditore che l'acquista a titolo originale. Tra l'altro con questa impostazione, la cerchia dei cessionari aumenta notevolmente perché non c'è il requisito dell'essere già imprenditori.

La legislazione comunitaria ha contribuito all'evoluzione del concetto di trasferimento d'azienda: se in particolare le varie direttive sembrano identificare l'azienda come complesso di beni organizzato per l'attività d'impresa, la giurisprudenza dell'Unione Eurpeadà un indirizzo ben preciso nella sentenza Suzen del 1997 stabilendo che il principio del parametro il momento causale del trasferimento, poiché non c'è trasferimento quando:
- - l'operazione non include beni significativi per l'esercizio dell'attività;
  - il trasferimento non include un'entità economica con propria identità;
- c'è trasferimento quando:
  - esso abbia come oggetto un'entità economica stabile e adeguatamente strutturata e autonoma;
  - l'identità e la gestione dell'entità economica sia stata ripresa o proseguita.

### Esternalizzazioni
Altro problema suscitano i trasferimenti operanti in quei settori d'azienda identificati come outsourcing, fra tutti l'appalto. Il legislatore si è preoccupato nel 2003 di disciplinare questi fenomeni coordinandoli alla disciplina dell'art. 2112 c.c. In particolare fissa la solidarietà dell'appaltante "fino alla concorrenza del debito che il committente ha verso l'appaltatore nel tempo in cui i lavoratori propongono la domanda". Nell'appalto di servizi, il committente è obbligato in solido fino al termine di un anno dalla fine dell'appalto.

## Rapporti giuridici dell'azienda ceduta
Oltre a essere un complesso di beni, l'azienda è anche l'insieme dei rapporti giuridici rappresentato dai rapporti contrattuali che il titolare costituisce per esigenze aziendali. Dalla gestione aziendale nascono crediti e debiti, che fanno parte anch'essi dell'azienda. Vi sono tre casi principali:
- contratti. L'acquirente subentra automaticamente in essi salvo che le parti abbiano pattuito diversamente, oppure che contratto abbia carattere personale.

- crediti: Si trasferiscono all'imprenditore acquirente. Il trasferimento ha effetto sui terzi dal momento dell'iscrizione del trasferimento nel registro. È comunque liberato il debitore ceduto che paga in buona fede nelle mani dell'alienante.
- debiti: Passano all'acquirente mediante accollo. Si tratta, di regola, di accollo cumulativo e non liberatorio. L'alienante, debitore originario, continua a rimanere obbligato se il creditore ceduto non lo ha espressamente liberato.